# Diócesis de Pemba
La diócesis de Pemba (en latín: Dioecesis Pembana y en portugués: Diocese de Pemba) es una circunscripción eclesiástica latina de la Iglesia católica en Mozambique, sufragánea de la arquidiócesis de Nampula. La diócesis tiene al obispo António Juliasse Ferreira Sandramo como su ordinario desde el 8 de marzo de 2022.

## Territorio y organización
La diócesis tiene 82 625 km² y extiende su jurisdicción sobre los fieles católicos de rito latino residentes en la provincia de Cabo Delgado.
La sede de la diócesis se encuentra en la ciudad de Pemba, en donde se halla la Catedral de San Pablo.
En 2019 en la diócesis existían 22 parroquias.

## Historia
La diócesis de Porto Amelia fue erigida el 5 de abril de 1957 mediante la bula Quandoquidem del papa Pío XII, obteniendo el territorio (distrito de Cabo Delgado de la provincia portuguesa de Mozambique) de la diócesis de Nampula (hoy arquidiócesis).
El 25 de junio de 1975 Mozambique obtuvo la independencia de Portugal y el 17 de septiembre de 1976, mediante el decreto Cum Excellentissimus de la Congregación para la Evangelización de los Pueblos, tomó su nombre actual de Pemba luego de que la ciudad de Porto Amelia adoptara ese nombre. En 1978 el distrito de Cabo Delgado pasó a llamarse provincia de Cabo Delgado. 
Originalmente sufragánea de la arquidiócesis de Lourenço Marques (hoy arquidiócesis de Maputo), el 4 de junio de 1984 pasó a formar parte de la provincia eclesiástica de la arquidiócesis de Nampula.
En 2021 en las localidades de Mocímboa da Praia y Mucojo hubo secuestros de cientos de menores por parte de grupos terroristas islamistas, en particular Al-Shabaab, ya responsable de atentados que desde 2017 habían causado 2500 muertos. Los niños secuestrados fueron iniciados en el uso de las armas, convirtiéndolos en luchadores, las niñas fueron explotadas sexualmente. El 8 de agosto de 2021 las fuerzas conjuntas de Ruanda y de Mozambique recapturaron Mocímboa da Praia, poniendo fin a más de un año de ocupación de los insurgentes.

## Estadísticas
De acuerdo al Anuario Pontificio 2020 la diócesis tenía a fines de 2019 un total de 695 289 fieles bautizados.
| Año                                                                             | Población            | Población | Población      | Sacerdotes | Sacerdotes    | Sacerdotes    | Bautizados por sacerdote | Diáconos permanentes | Religiosos | Religiosos | Parroquias |
| Año                                                                             | Bautizados católicos | Total     | % de católicos | Total      | Clero secular | Clero regular | Bautizados por sacerdote | Diáconos permanentes | Varones    | Mujeres    | Parroquias |
| ------------------------------------------------------------------------------- | -------------------- | --------- | -------------- | ---------- | ------------- | ------------- | ------------------------ | -------------------- | ---------- | ---------- | ---------- |
| 1970                                                                            | 100 697              | 632 158   | 15.9           | 46         | 5             | 41            | 2189                     |                      | 49         | 69         | 7          |
| 1980                                                                            | 208 000              | 1 461 000 | 14.2           | 16         | 4             | 12            | 13 000                   |                      | 16         | 31         | 13         |
| 1990                                                                            | 308 705              | 1 876 000 | 16.5           | 11         | 5             | 6             | 28 064                   |                      | 9          | 32         | 25         |
| 1997                                                                            | 371 578              | 2 000     | 18.6           | 20         | 13            | 7             | 18 578                   |                      | 10         | 33         | 15         |
| 2000                                                                            | 374 873              | 1 400 000 | 26.8           | 18         | 13            | 5             | 20 826                   |                      | 7          | 29         | 13         |
| 2001                                                                            | 380 000              | 1 400 000 | 27.1           | 18         | 13            | 5             | 21 111                   |                      | 7          | 40         | 14         |
| 2002                                                                            | 382 676              | 2 000     | 19.1           | 19         | 13            | 6             | 20 140                   |                      | 8          | 47         | 14         |
| 2003                                                                            | 406 000              | 2 120 000 | 19.2           | 20         | 13            | 7             | 20 300                   |                      | 10         | 47         | 15         |
| 2004                                                                            | 400 000              | 1 400 000 | 28.6           | 19         | 12            | 7             | 21 052                   |                      | 9          | 68         | 14         |
| 2013                                                                            | 621 000              | 1 968 000 | 31.6           | 25         | 19            | 6             | 24 840                   |                      | 17         | 71         | 21         |
| 2016                                                                            | 670 000              | 2 121 000 | 31.6           | 25         | 16            | 9             | 26 800                   |                      | 18         | 67         | 24         |
| 2019                                                                            | 695 289              | 2 333 278 | 29.8           | 43         | 19            | 24            | 16 169                   |                      | 37         | 73         | 22         |
| Fuente: Catholic-Hierarchy, que a su vez toma los datos del Anuario Pontificio. |                      |           |                |            |               |               |                          |                      |            |            |            |

## Episcopologio
- José dos Santos Garcia, S.M.P. † (5 de abril de 1957-15 de enero de 1975 renunció)
- Januário Machaze Nhangumbe (15 de enero de 1975-8 de noviembre de 1993 renunció)
  - Sede vacante (1993-1997)[6]
- Tomé Makhweliha, S.C.I. (24 de octubre de 1997-16 de noviembre de 2000 nombrado arzobispo de Nampula)
- Francisco Chimoio, O.F.M.Cap. (5 de diciembre de 2000-22 de febrero de 2003 nombrado arzobispo de Maputo)
- Ernesto Maguengue (24 de junio de 2004-27 de octubre de 2012 renunció)[7][8]
- Luiz Fernando Lisboa, C.P. (12 de junio de 2013-11 de febrero de 2021 nombrado arzobispo a título personal de Cachoeiro de Itapemirim)
- António Juliasse Ferreira Sandramo, desde el 8 de marzo de 2022[9]